# Fonts baptismaux de l'église Notre-Dame de Ploujean

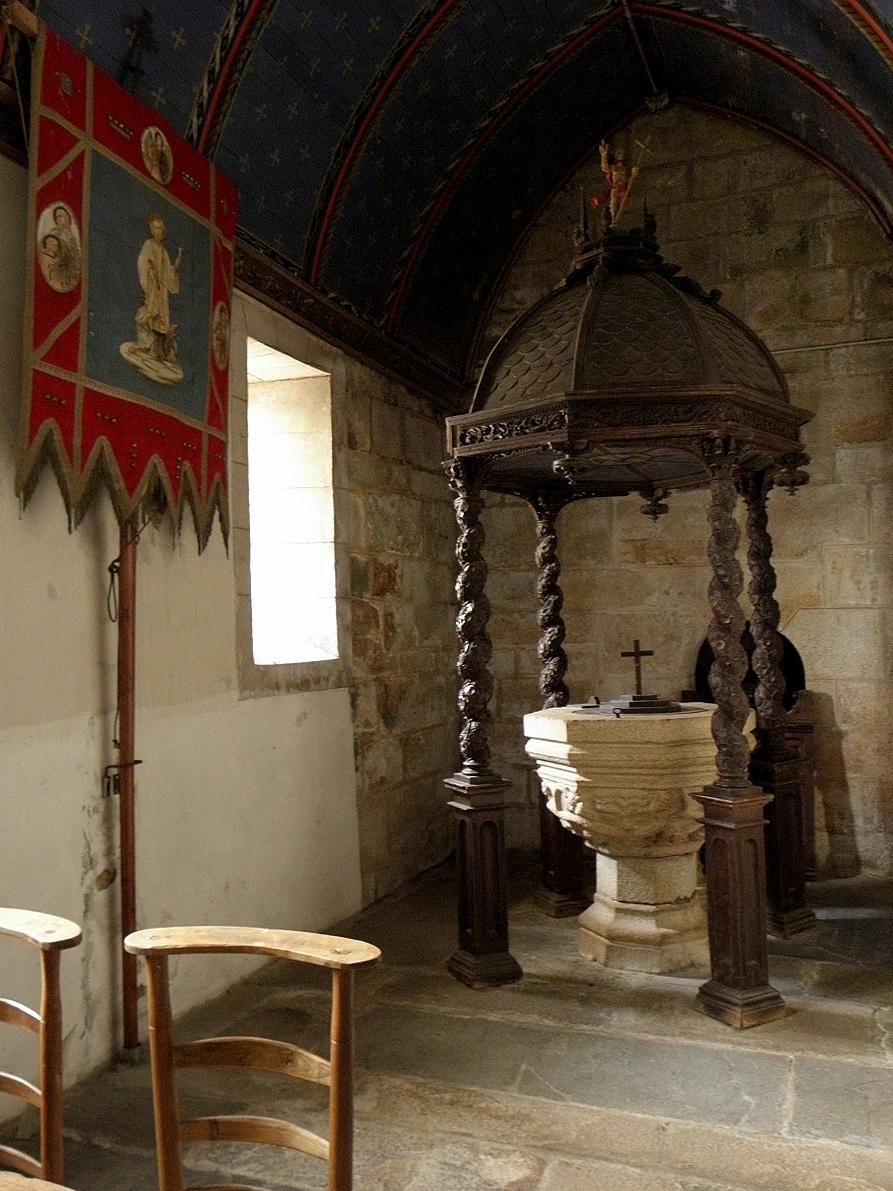
Fonts baptismaux à Morlaix

Les fonts baptismaux de l'église Église Notre-Dame de Ploujean à Morlaix, une ville du département du Finistère dans la région Bretagne en France, sont créés  au 16e siècle (la cuve) et en 1660 (le baldaquin). Les fonts baptismaux avec baldaquin sont depuis 1996 classés monuments historiques au titre d'objet.

## Description
La cuve baptismale en granite est octogonale et le baldaquin en bois est couronné une statue. 
Inscription et date sur la frise du baldaquin : « FAICT DV TEMPS [DE] JAN BRAOVEZEQ E IAN PRIGENT FABRIQUES 1660 ».